# Olavi Litmanen
Olavi Litmanen (Saari, 17 luglio 1945) è un ex calciatore finlandese, di ruolo attaccante.

## Biografia
Anche suo figlio Jari è stato un calciatore.

## Carriera

### Club
Ha giocato nella massima serie finlandese con il Reipas.

### Nazionale
Ha collezionato 5 presenze con la propria Nazionale dal 1970 al 1972.